# Jurinella
Jurinella là một chi ruồi thuộc họ Tachinidae.

## Loài
- Jurinella abdominalis (Townsend, 1914)[8]
- Jurinella abscondens (Townsend, 1914)[8]
- Jurinella anax Curran, 1947[9]
- Jurinella andicola Townsend, 1914[10]
- Jurinella apicata Curran, 1947[9]
- Jurinella ariel Curran, 1947[9]
- Jurinella baoruco Woodley, 2007[11]
- Jurinella bella Curran, 1947[9]
- Jurinella caeruleonigra (Macquart, 1846)[2]
- Jurinella circularis Curran, 1947[9]
- Jurinella connota Curran, 1947[9]
- Jurinella corpulenta (Townsend, 1927)
- Jurinella crossi (Blanchard, 1942)
- Jurinella debitrix (Walker, 1860)[12]
- Jurinella egle Curran, 1947[9]
- Jurinella epileuca Walker, 1849[13]
- Jurinella feminea Curran, 1947[9]
- Jurinella ferruginea Townsend, 1929
- Jurinella fuscicornis Curran, 1925[14]
- Jurinella gertschi Curran, 1947[9]
- Jurinella gigantea (Townsend, 1932)
- Jurinella huntingtoni Curran, 1947[9]
- Jurinella jicaltepecia Townsend, 1931
- Jurinella jujuyensis (Blanchard, 1941)[6]
- Jurinella koehleri (Blanchard, 1941)[6]
- Jurinella lata Curran, 1947[9]
- Jurinella lutzi Curran, 1947[9]
- Jurinella maculata Vimmer & Soukup, 1940[15]
- Jurinella major Curran, 1925[14]
- Jurinella mexicana Curran, 1947[9]
- Jurinella milleri Curran, 1947[9]
- Jurinella minuta Curran, 1947[9]
- Jurinella niveisquamma (Engel, 1920)
- Jurinella obesa (Townsend, 1928)
- Jurinella obesa (Wiedemann, 1830)[16]
- Jurinella palpalis Curran, 1947[9]
- Jurinella panamena Curran, 1947[9]
- Jurinella pilosa (Drury, 1773)[17]
- Jurinella pollinosa (Wulp, 1888)[18]
- Jurinella procteri Curran, 1947[9]
- Jurinella producta Curran, 1947[9]
- Jurinella profusa Curran, 1947[9]
- Jurinella reducta Curran, 1947[9]
- Jurinella rufiventris Vimmer & Soukup, 1940[15]
- Jurinella salla Curran, 1947[9]
- Jurinella schwarzi Curran, 1947[9]
- Jurinella spinosa (Townsend, 1927)
- Jurinella thoracica Curran, 1925[14]
- Jurinella vaga Curran, 1947[9]
- Jurinella vargas Curran, 1947[9]
- Jurinella varians Curran, 1947[9]
- Jurinella zeteki Curran, 1947[9]